# Siria TV
Siria TV (en árabe: القناة الفضائية السورية‎) es un canal de televisión abierta sirio lanzado en 1995. Es propiedad del Gobierno sirio y tiene su sede en Damasco. Su programación consiste en documentales, noticias, temas políticos y económicos. El noticiero tiene versiones en árabe, español, francés, inglés, ruso y turco. Los demás programas se emiten en árabe. Constituyó una de las principales herramientas propagandísticas del gobierno Baazista de Bashar al-Ásad, hasta su derrocamiento en 2024.
En junio de 2012, durante la Guerra Civil Siria, la Liga Árabe pidió a los operadores satelitales Arabsat y Nilesat que eliminaran a Siria TV de transmitir desde sus satélites. El 22 de octubre de 2012, el satélite Hot Bird suspendió las transmisiones de Siria TV.
El 26 de mayo de 2013 las fuerzas de la oposición abrieron fuego contra el equipo de Siria TV, cerca de la aldea de al-Daba'a en el campo de al-Qusayr en la provincia de Homs, y dejó herido al camarógrafo Asem al-Shaar.
El 8 de diciembre de 2024, durante la ofensiva del sur de Siria, y la posterior caída de Damasco, la estación de televisión fue tomada por miembros rebeldes del grupo Hay'at Tahrir al-Sham, quienes informaron a través de este medio la instauración del nuevo régimen de transición.